# Deinstedt
Deinstedt is een gemeente in de Duitse deelstaat Nedersaksen. De gemeente maakt deel uit van de Samtgemeinde Selsingen in het Landkreis Rotenburg (Wümme).
Deinstedt telt 667 inwoners.
Tot  Deinstedt behoren de dorpen Deinstedt en Malstedt en de gehuchten  Orte Stüh, Rohr, Löh, Hastenbeck en Visoh.
Bij Malstedt is een steenkist uit de Jonge Steentijd gevonden.
In 1714 en 1911 werd het dorp door een grote brand bijna geheel verwoest, maar korte tijd later weer opgebouwd.
- Gemeinsame Normdatei: 16033381-7
- Virtual International Authority File: 131243665

Ahausen · 
Alfstedt · 
Anderlingen · 
Basdahl · 
Bötersen · 
Bothel · 
Breddorf · 
Bremervörde · 
Brockel · 
Bülstedt · 
Deinstedt · 
Ebersdorf · 
Elsdorf · 
Farven · 
Fintel · 
Gnarrenburg · 
Groß Meckelsen · 
Gyhum · 
Hamersen · 
Hassendorf · 
Heeslingen · 
Hellwege · 
Helvesiek · 
Hemsbünde · 
Hemslingen · 
Hepstedt · 
Hipstedt · 
Horstedt · 
Kalbe · 
Kirchtimke · 
Kirchwalsede · 
Klein Meckelsen · 
Lauenbrück · 
Lengenbostel · 
Oerel · 
Ostereistedt · 
Reeßum · 
Rhade · 
Rotenburg · 
Sandbostel · 
Scheeßel · 
Seedorf · 
Selsingen · 
Sittensen · 
Sottrum · 
Stemmen · 
Tarmstedt · 
Tiste · 
Vahlde · 
Vierden · 
Visselhövede · 
Vorwerk · 
Westertimke · 
Westerwalsede · 
Wilstedt · 
Wohnste · 
Zeven